# EA5
Az EA5 jelű sír egy egyiptomi sír Amarnában; Ehnaton fáraó udvari orvosa, Pentu számára készült. Az amarnai sziklasírok között, a királysírtól északra helyezkedik el.

## Leírása
Pentu sírja a királysírnak helyet adó váditól északra elhelyezkedő hat sír, az ún. Északi sírok közül az EA5 jelet viselő. A sír az amarnai sírokra jellemzően egyenes tengelyű. Jahmeszéhez (EA3) hasonlóan az egyszerűbb alaprajzúak közé tartozik az amarnai sírok közül, és ahhoz hasonlóan a sírt díszítő művészek itt is kénytelenek voltak vakolattal fedni a rossz minőségű sziklafalat, hogy díszíteni lehessen.
A bejáratot kiemelkedő keret vette körül, melyet imaszövegek és a kártusokat imádó Pentu alakja díszítettek. A külső csarnokba vezető bejárati folyosóban Pentu alakjai állnak Atonhoz szóló imaszövegek mellett, ezek erősen megrongálódtak. Több ókori görög falfirka látható az északi oldalon.
A külső csarnok hosszú, a bejárati folyosónál alig szélesebb, oszloptalan helyiség. Az északi (bal oldali) falon két regiszterben láthatóak falfestmények. A felsőben a királyi család a templomba látogat: Ehnatont és Nofertitit három lányuk követi (Meritaton, Maketaton és valószínűleg Anheszenpaaton), balra szolgák láthatóak és várakozó kocsik. A templom egyszerűsített rajzán láthatóak a húsáldozattal megrakott oltárok, fölöttük Aton sugarai. Ettől jobbra egy másik jelenetben a királyi család Pentut tünteti ki arany nyaklánccal, melyet egy szolga tesz az orvos nyakába. A jelenetsor végén a templom szentélye látható. Az alsó regiszterben tizenkilenc hajó van kikötve a part mellett, fölötte házak, kertek és kocsik láthatóak. Jobbra egy udvarban ismét Pentu kitüntetésének ceremóniája látható, emellett egy erősen károsodott falszakasz, majd udvar állatoknak.
A jobb oldali (déli) falon is két regisztert alakítottak ki, de csak a jobb szélső végén látható díszítés. A felső regiszterben pár színes festéknyom őrzi az étkező királyi pár képének nyomát. az alsó regiszterben a királyi palotát láthatjuk, Pentu kitüntetésének egy újabb jelenetét. A királyi palota néhány részlete látható, köztük a növényi elemekkel díszített padló (ilyennek a maradványai valóban előkerültek). A falba vájt két mélyedés akkor keletkezhetett, amikor a sírt lakás céljára használták.
A belső csarnok is hosszúkás és oszlop nélküli, a külsőre merőleges. Teljesen díszítetlen. Déli végében (jobbra) tizenkét méter mély akna vezet a sírkamrába. A csarnok bejáratával szemben nyílik a szentély, ebben Pentu sziklából faragott szobra állt, de mára elpusztult.